# Sgùrr Dhomhnuill
Sgùrr Dhomhnuill är ett berg i Storbritannien.   Det ligger i kommunen Highland och riksdelen Skottland, i den nordvästra delen av landet, 700 km nordväst om huvudstaden London. Toppen på Sgùrr Dhomhnuill är 888 meter över havet.
Terrängen runt Sgùrr Dhomhnuill är huvudsakligen kuperad. Trakten runt Sgùrr Dhomhnuill är nära nog obefolkad, med mindre än två invånare per kvadratkilometer. Trakten runt Sgùrr Dhomhnuill består i huvudsak av gräsmarker.